# Restio degenerans
Restio degenerans är en gräsväxtart som beskrevs av Neville Stuart Pillans. Restio degenerans ingår i släktet Restio och familjen Restionaceae. Inga underarter finns listade i Catalogue of Life.